# Théorie implicite de la personnalité
Les théories implicites de la personnalité désignent les processus qui permettent à un individu de juger la personnalité d'un autre. Ce concept a été créé en 1954 par Bruner et Tagiuri.
Les T.I.P. sont des représentations systématiques des rapports entre traits qui se manifestent dans l’impression que les sujets se forment des personnalités des autres (Beauvois, Dubois, Peeters, 1999)